# Тригоны

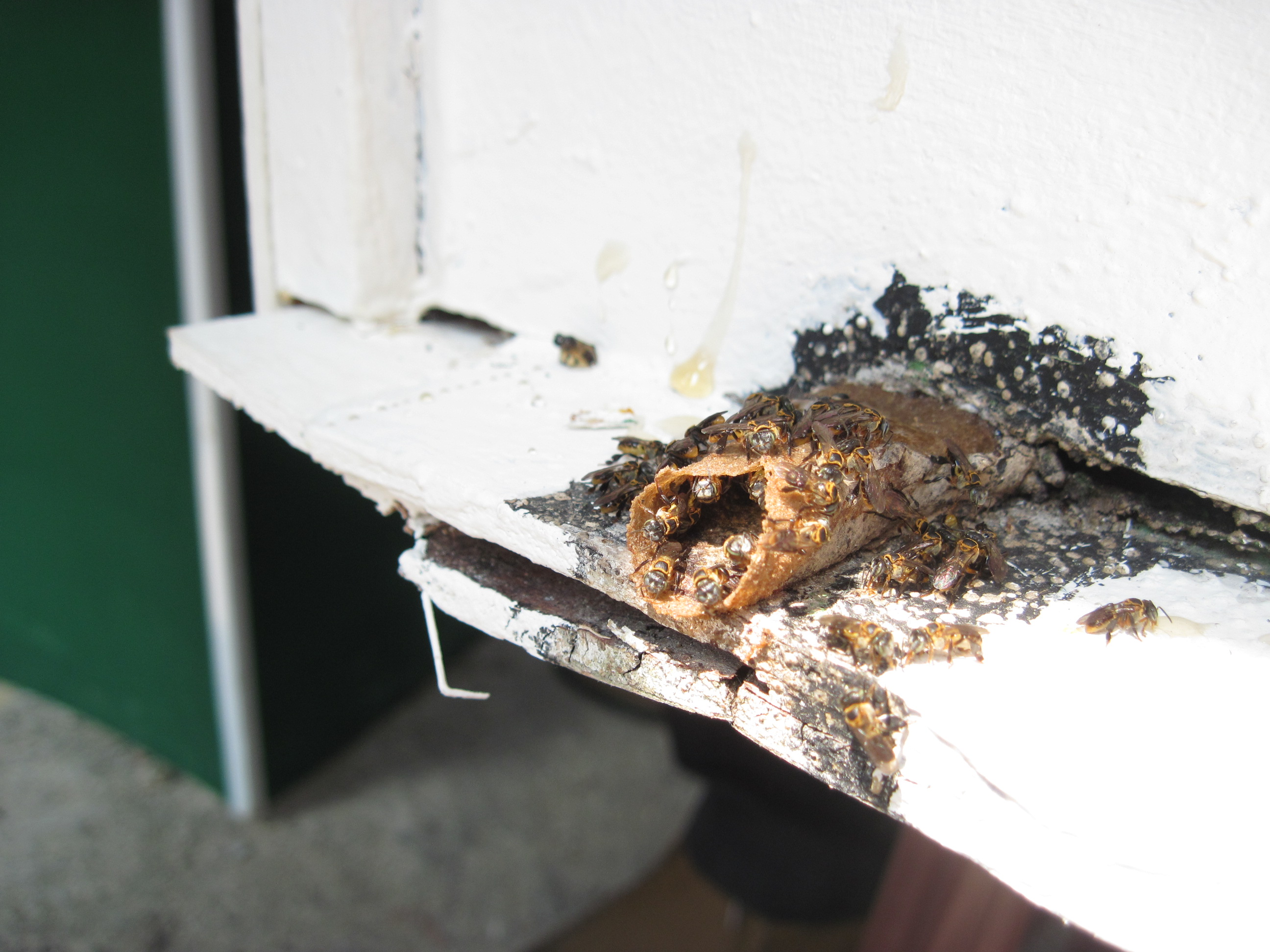
Trigona terminata

Тригоны (лат. Trigona) — род пчёл из трибы Meliponini семейства Apidae.

## Распространение
Южная и Юго-восточная Азия. Австралия. Неотропика: Аргентина (Misiones), Белиз, Боливия, Бразилия, Венесуэла, Гайана, Гватемала, Гондурас, Колумбия, Коста-Рика, Куба, Мексика, Никарагуа, Панама, Парагвай, Перу, Сальвадор, Суринам, Тринидад и Тобаго, Французская Гвиана, Эквадор.

## Описание
Среднего размера пчёлы, которые не используют жало при защите. Хотя жало у них сохранилось, но в сильно редуцированном виде. Для обороны гнёзд эти пчёлы используют укусы верхними челюстями (мандибулы) или выделение отпугивающих жидкостей.
Виды Trigona hypogea, Trigona crassipes и Trigona necrophaga для выкармливания личинок использует падаль позвоночных. По составу кишечной микрофлоры эти пчёлы близки к ястребам-стервятникам, грифам, гиенам и прочим падальщикам. Обитающие в кишечнике карнобактерии, лактобациллы и ацидофильные микробы не только расщепляют мёртвую ткань, но и защищают организм пчёл от опасных бактерий и токсинов, которые накапливаются в потребляемой ими падали. Обилие ацидофильных бактерий предполагает, что кислая среда в кишечнике важна для питания и здоровья пчел-некрофагов, как это было обнаружено у других питающихся падалью животных. У пчел факультативных некрофагов более разнообразный микробиом, чем у облигатных опылителей. 
Отсутствие корзиночки на задней ноге и уменьшение гигантских щетинок на губных щупиках, фуражировка рабочих за падалью, отсутствие хранимой пыльцы в гнездах и полное отсутствие пыльцевых зерен в личиночных продуктах демонстрируют облигатную некрофагию у всех этих трёх безжальных социальных пчел рода Trigona.
Защищаются укусами мандибул, а не жалом, которое у них сильно редуцировано (безжальные пчёлы).
Хромосомный набор составляет 2n = 34 (самки) и n = 17 (самцы).

## Систематика
Известно около 150 видов.
Представители Trigona известны из мелового янтаря Нью-Джерси.
Молекулярно-филогенетическое исследование показало, что группировка Trigona sensu lato не является монофилетической: Trigona из Индо-Малайского/Австралийского регионов образует большую кладу, отдаленно родственную неотропической Trigona. В отдельную кладу входят афротропические мелипонины, в которую входят «мельчайшие» виды, встречающиеся в афротропическом, индо-малайском и австралийском регионах.
- Trigona albipennis Almeida, 1992
- Trigona amalthea Olivier, 1789typus
- Trigona amazonensis Ducke, 1916
- Trigona armata Magretti, 1895
- Trigona branneri Cockerell, 1912
- Trigona braueri Friese, 1900
- Trigona carbonaria (Tetragonula)[36]
- Trigona chanchamayoensis Schwarz, 1948
- Trigona cilipes Fabricius, 1804
- Trigona compressa Latr.[37]
- Trigona corvina Cockerell, 1913
- Trigona crassipes Fabricius, 1793
- Trigona daianeae Ribeiro et al., 2023 (Nostotrigona)[38]
- Trigona dallatorreana Friese, 1900
- Trigona dimidiata Smith, 1854
- Trigona ferricauda Cockerell, 1917
- Trigona fulviventris Guérin-Méneville, 1845
- Trigona fuscipennis Friese, 1900
- Trigona guianae Cockerell, 1912
- Trigona hyalinata Lepeletier, 1836[39]
- Trigona hypogea Silvestri, 1902
  - Trigona hypogea robustior Schwarz, 1948
  - Trigona hypogea hypogea Silvestri, 1902
- Trigona juvenili Ribeiro et al., 2023 (Nostotrigona)[38]
- Trigona lacteipennis Friese, 1900
- Trigona mandaloriana Ribeiro et al., 2023 (Nostotrigona)[38]
- Trigona muzoensis Schwarz, 1948
- Trigona necrophaga Camargo & Roubik, 1991
- Trigona nigerrima Cresson, 1878
- Trigona pallens Fabricius, 1798
- Trigona pampana
- Trigona pellucida
- Trigona permodica Almeida, 1992 (Nostotrigona)
- Trigona postica Latreille[40]
- Trigona recursa Smith, 1863 (Nostotrigona)[41]
- Trigona sesquipedalis Almeida, 1985
- Trigona silvestriana Vachal, 1908
- Trigona spinipes Fabricius, 1793
- Trigona truculenta Almeida, 1985
- Trigona venezuelana
- Trigona williana Friese, 1900
- Другие виды

Выделяют 11 подродов, иногда рассматриваемые в качестве самостоятельных родов:
- Duckeola
- Frieseomelitta
- Geotrigona
- Heterotrigona
- Homotrigona
- Lepidotrigona
- Nostotrigona[38]
- Papuatrigona
- Tetragona
- Tetragonisca
- Trigona